# Półwysep Evansa
Półwysep Evansa (ang. Evans Peninsula) – pokryty lodem półwysep o długości około 50 km, położony pomiędzy zatokami Koether Inlet i Cadwalader Inlet w północno-wschodniej części Wyspy Thurstona. Został odkryty podczas lotów z pokładów okrętów USS Burton Island i USS Glacier przez personel ekspedycji Marynarki Wojennej Stanów Zjednoczonych na Morze Bellingshausena w lutym 1960 roku i nazwany przez komitet doradczy Advisory Committee on Antarctic Names na cześć komandora Griffitha Evansa Juniora, dowódcy lodołamacza USS Burton Island podczas tej ekspedycji.